# 云水渠
云水渠，位于中华人民共和国浙江省丽水市龙泉市龙渊镇，是浙江省省级文物保护单位之一。
2017年1月13日，云水渠被列入第七批浙江省文物保护单位，该文物保护单位是一座古建筑。